# Paratoxodera
Paratoxodera är ett släkte av bönsyrsor. Paratoxodera ingår i familjen Toxoderidae.
Kladogram enligt Catalogue of Life:
| Paratoxodera | \| \| Paratoxodera borneana \| \| \| \| \| \| Paratoxodera cornicollis \| \| \| \| \| \| Paratoxodera gigliotosi \| \| \| \| \| \| Paratoxodera marshallae \| \| \| \| \| \| Paratoxodera meggitti \| \| \| \| \| \| Paratoxodera polyacantha \| \| \| \| |
|              | \| \| Paratoxodera borneana \| \| \| \| \| \| Paratoxodera cornicollis \| \| \| \| \| \| Paratoxodera gigliotosi \| \| \| \| \| \| Paratoxodera marshallae \| \| \| \| \| \| Paratoxodera meggitti \| \| \| \| \| \| Paratoxodera polyacantha \| \| \| \| |
|              | Aethalochroa |
|              | |
|              | Belomantis |
|              | |
|              | Calamothespis |
|              | |
|              | Cheddikulama |
|              | |
|              | Dorymantis |
|              | |
|              | Euthyphleps |
|              | |
|              | Loxomantis |
|              | |
|              | Metatoxodera |
|              | |
|              | Oestomantis |
|              | |
|              | Pareuthyphlebs |
|              | |
|              | Protoxodera |
|              | |
|              | Stenotoxodera |
|              | |
|              | Toxodera |
|              | |
|              | Toxoderella |
|              | |
|              | Toxoderopsis |
|              | |
|              | Toxomantis |
|              | |
|              | Paratoxodera borneana |
|              | |
|              | Paratoxodera cornicollis |
|              | |
|              | Paratoxodera gigliotosi |
|              | |
|              | Paratoxodera marshallae |
|              | |
|              | Paratoxodera meggitti |
|              | |
|              | Paratoxodera polyacantha |
|              | |

|  | Paratoxodera borneana    |
|  |                          |
|  | Paratoxodera cornicollis |
|  |                          |
|  | Paratoxodera gigliotosi  |
|  |                          |
|  | Paratoxodera marshallae  |
|  |                          |
|  | Paratoxodera meggitti    |
|  |                          |
|  | Paratoxodera polyacantha |
|  |                          |